# Dum Dee Dum
Dum Dee Dum es el segundo sencillo del EP SOLLOW de la banda de electrónica Keys N Krates, publicado a través de la discográfica Dim Mak Records el 6 de agosto de 2013.

## Recepción del sencillo
El sencillo fue recibido con muy buenos comentarios por parte de la crítica popular. Annie Mac's de la BBC Radio 1 dijo acerca del sencillo "Tengo muchas ganas de reproducir esta obra en mis set's. Es una muy divertida y grandilocuente grabación, quedé con ganas de escuchar más de Keys N Krates".

## Vídeo musical
El videoclip de Dum Dee Dum dirigido por Slave Labour, presenta un falso y gracioso  documental que explora la cultura menonita. En el video, el director visita diversas comunidades menonitas y presenta a los miembros a la tecnología actual desconocida por ellos, incluyendo iPods, equipos de música, y mucho más, llevando todo el tiempo a todo volumen la pista "Dum Dum Dee". La reacción de la comunidad menonita a los sonidos alienígenas de "Dum Dum Dee" no tiene precio, fue publicado a través del canal de Youtube de la firma discográfica Dim Mak Records el 17 de octubre de 2013.
- Datos: Q18649886